# Fort Amsterdam
Pour les articles homonymes, voir Fort Amsterdam (homonymie), Fort William, Fort Anne et Fort George.
Fort Amsterdam est le nom d'un ancien fort érigé en 1626 par les Néerlandais situé sur le site actuel de Battery Park, sur la pointe sud de Manhattan, à New York. Il changea de nom à plusieurs reprises durant la période anglaise, puisqu'il prit successivement les noms de Fort William, de Fort Anne et de Fort George.